# Телевизијска серија
Телевизијска серија (скраћено: ТВ серија) скуп је епизода (емисија) телевизијског програма које се емитују у редовним интервалима. Често се оне приказују једном недељно у одређеном временском термину; међутим, оне се могу приказивати ређе или чешће. Епизоде су груписане у серијале (сезоне). Између почетка сваког серијала прави се дугачка пауза, која је обично једногодишња. Драмске телевизијске серије приказане у малом — одређеном — броју епизода које се приказују свакодневно називају се мини-серије. Најпознатији формат телевизијских серија су сапунице, које су започеле своје приказивање 1930. године на америчком радију.

## Жанрови
- Документарна серија []
- Драмска серија
- Хумористичка серија
- Мини-серија
- Цртана серија (или анимирана серија)
- Сапуница
- Теленовела
- Ријалити серија []